# Grand-Camp (Eure)
Grand-Camp – miejscowość i gmina we Francji, w regionie Normandia, w departamencie Eure.
Według danych na rok 1990 gminę zamieszkiwało 485 osób, a gęstość zaludnienia wynosiła 34 osoby/km² (wśród 1421 gmin Górnej Normandii Grand-Camp plasuje się na 461. miejscu pod względem liczby ludności, natomiast pod względem powierzchni na miejscu 163).